# Walter Cox
Walter Cox (1849-1925) foi um futebolista e treinador de futebol inglês.
Cox foi treinador do Stoke City após a aposentadoria de Thomas Slaney,em 1883.Cox ficou no comando do Stoke City por um tempo relativamente curto,e foi substituído por Harry Lockett,em 1884.